# Piotr Matuszewski
Piotr Matuszewski (* 22. April 1998 in Ostrów Wielkopolski) ist ein polnischer Tennisspieler.

## Karriere
Matuszewski spielte bis 2016 auf der ITF Junior Tour. In der Jugend-Rangliste erreichte er mit Rang 28 seine höchste Notierung. Sein bestes Ergebnis bei Grand-Slam-Turnieren war im Einzel das Achtelfinale in Wimbledon 2016. Im Doppel zog er mit Landsmann Kacper Żuk in bei den Australian Open im selben Jahr ins Viertelfinale ein.
Bei den Profis spielte Matuszewski 2015 sein erstes Turnier. 2016 platzierte er sich erstmals in der Tennisweltrangliste, im Doppel stieg er bis Ende des Jahres auf Platz 705, nachdem er bereits vier Titel auf der ITF Future Tour gewonnen hatte. 2017 zog er im Einzel das dritte Mal ins Halbfinale eines Futures ein, sein bestes Resultat. Im Oktober 2017 stieg er damit auf Platz 763, sein Karrierehoch. Der Fokus lag fortan hauptsächlich auf dem Doppel. Als Trainer steht ihm der ehemalige Doppelspezialist und Kapitän der polnischen Davis-Cup-Mannschaft zur Seite, Mariusz Fyrstenberg. Im Doppel gewann er 2017 seinen vierten Titel, nach einer Pause kamen 2019 drei weitere hinzu. Mit einem weiteren Titel 2020 zog er erstmals in die Top 500 der Doppel-Rangliste ein. Mit fünf Titel bis September 2021 stand Matuszewski kurz vor dem Einzug unter die besten 350 Doppelspieler und damit in Reichweite zu Turnieren der höher dotierten ATP Challenger Tour. In Warschau gelang ihm der erste Challenger-Erfolg, als er das Endspiel erreichte. Von da an trat er hauptsächlich bei Challengers an. Kurz vor Jahresende in Maia unterlag er auch in seinem zweiten Finale.
Mitte 2022 verlor Matuszewski auch sein drittes Finale der Challenger Tour in Troisdorf. Das vierte Finale in Montevideo gewann er dann mit seinem Landsmann Karol Drzewiecki. Durch einige weitere Halbfinals beendete er das Jahr auf Rang 170.

## Erfolge
| Legende (Anzahl der Siege) |
| Grand Slam                 |
| ATP Finals                 |
| ATP Tour Masters 1000      |
| ATP Tour 500               |
| ATP Tour 250               |
| ATP Challenger Tour (10)   |

### Doppel

#### Turniersiege
| Nr. | Datum             | Turnier    | Belag         | Partner          | Finalgegner                             | Ergebnis         |
| --- | ----------------- | ---------- | ------------- | ---------------- | --------------------------------------- | ---------------- |
| 1.  | 12. November 2022 | Montevideo | Sand          | Karol Drzewiecki | Facundo Díaz Acosta Luis David Martínez | 6:4, 6:4         |
| 2.  | 22. Juli 2023     | Tampere    | Sand          | Szymon Kielan    | Wladyslaw Orlow Adam Taylor             | 6:4, 7:67        |
| 3.  | 13. Januar 2024   | Oeiras     | Hartplatz (i) | Karol Drzewiecki | Arjun Kadhe Marcus Willis               | 6:3, 6:4         |
| 4.  | 2. März 2024      | Neu-Delhi  | Hartplatz     | Matthew Romios   | Jakob Schnaitter Mark Wallner           | 6:4, 6:4         |
| 5.  | 31. August 2024   | Porto      | Sand          | Daniel Cukierman | Romain Arneodo Théo Arribagé            | 6:4, 6:0         |
| 6.  | 2. November 2024  | Guayaquil  | Sand          | Karol Drzewiecki | Luís Britto Marcelo Zormann             | 6:4, 7:62        |
| 7.  | 9. November 2024  | Lima       | Sand          | Karol Drzewiecki | Luís Britto Gustavo Heide               | 7:5, 6:4         |
| 8.  | 23. November 2024 | Montemar   | Sand          | Karol Drzewiecki | Daniel Rincón Abedallah Shelbayh        | 6:3, 6:4         |
| 9.  | 8. März 2025      | Córdoba    | Sand          | Karol Drzewiecki | Fernando Romboli Matías Soto            | 6:4, 6:4         |
| 10. | 20. April 2025    | Oeiras     | Sand          | Karol Drzewiecki | Francisco Cabral Lucas Miedler          | 6:4, 3:6, [10:8] |